# Cyrtolabulus finitimus
Cyrtolabulus finitimus är en stekelart som först beskrevs av Kohl 1907.  Cyrtolabulus finitimus ingår i släktet Cyrtolabulus och familjen Eumenidae. Inga underarter finns listade i Catalogue of Life.